# Polyalthia pingpienensis
Polyalthia pingpienensis P.T. Li – gatunek rośliny z rodziny flaszowcowatych (Annonaceae Juss.). Występuje naturalnie w południowo-wschodnich Chinach w południowej części Junnanu. 

## Morfologia
PokrójZimozielone drzewo dorastające do 10 m wysokości. Kora ma ciemnoszarą barwę.
LiścieMają kształt od podłużnego do podłużnie lancetowatego. Mierzą 7–18 cm długości oraz 2,5–5,5 cm szerokości. Są skórzaste, mniej lub bardziej owłosione od spodu. Nasada liścia jest rozwarta. Blaszka liściowa jest o krótko spiczastym wierzchołku. Ogonek liściowy jest owłosiony i dorasta do 10–15 mm długości.
KwiatySą pojedyncze lub zebrane w pary, rozwijają się w kątach pędów. Mierzą 3 cm średnicy. Działki kielicha mają owalny kształt, są owłosione od zewnętrznej strony i dorastają do 13 mm długości. Płatki mają eliptycznie owalny kształt, są owłosione od zewnątrz, osiągają do 25–35 mm długości, płatki wewnętrzne są nieco mniejsze od zewnętrznych. Kwiaty mają owłosione owocolistki o podłużnym kształcie i długości 2–3 mm.
OwocePojedyncze mają elipsoidalny kształt, zebrane w owoc zbiorowy. Są nagie, osadzone na szypułkach. Osiągają 15 mm długości i 10 mm szerokości.

## Biologia i ekologia
Rośnie w gęstych lasach. Występuje na wysokości od 1000 do 1500 m n.p.m. Kwitnie w maju, natomiast owoce dojrzewają w październiku.